# Steve Grant
Steve Grant (Bronx, 28 agosto 1957) è un ex cestista statunitense, professionista in Italia.

## Carriera
Venne selezionato dagli Atlanta Hawks al terzo giro del Draft NBA 1978 (54ª scelta assoluta).